# Пайро, Роберто
Роберто Хорхе Пайро́ (исп. Roberto Jorge Payró; 19 апреля 1867, Мерседес (Буэнос-Айрес) — 8 апреля 1928, Ломас-де-Самора, Аргентина) — аргентинский прозаик, драматург, журналист, редактор. дипломат. Считается первым военным корреспондентом Аргентины.

## Биография
Окончил Национальный колледж Буэнос-Айреса.
Основал газету в г. Баия-Бланка, в которой печатал свои первые статьи. Переехав в Буэнос-Айрес, с 1890-х годов — работал журналистом, сотрудником газеты «La Nación», позже стал её редактором. Много ездил по стране и за её пределы.
В 1895 году опубликовал сборник статей в книге «Los italianos en la Argentina» . Его путевые дневники стали основой ряда романов писателя: «La Australia Argentina (Excursión periodística a las costas patagónicas)»; «Tierra del Fuego e Islas de los Estados»; «En las tierras del Inti». Сотрудничал также с изданиями «Caras y Caretas», литературным журналом «Fray mocho».
Один из его первых корреспондентов, которые освещали, т. н. «Восточную революцию», передавал сообщения с театра событий во время вооруженного восстания Апарисио Саравиа в Уругвае (1903).
В 1907—1923 годах — на дипломатической службе в Бельгии и Испании.
Член социалистической партии Аргентины. Во время Первой мировой войны P. Пайро́ был военным корреспондентом в Европе. Здесь он постоянно общался с писателями левого направления, включая Леопольдо Лугонеса, Хосе Инхеньероса и др.

## Творчество
Произведения P. Пайро́ способствовали развитию критического реализма в аргентинской литературе.
Известностью пользуются его плутовская повесть «Женитьба Лаучи» (1906, рус. пер. 1961), юмористическая хроника «Истории Паго Чико» (1908), роман «Забавные приключения внука Хуана Морейры» (1910, рус. пер. 1927), для которых характерен национальный колорит.
Автор реалистических пьес «На развалинах» (1904), «Хочу жить сам по себе» (1923), «Колосья в огне» (1925) и др., исторических романов, а также путевых заметок.

## Избранные произведения
Романы
- Canción trágica , 1900
- Sobre las ruinas , 1904
- Marco Severi, 1905
- El casamiento de Laucha, 1906
- El triunfo de los otros, 1907
- En las tierras del Inti , 1909
- Divertidas aventuras del nieto de Juan Moreira , 1910
- Vivir quiero conmigo, 1923
- Fuego en el rastrojo , 1925
- Alegría, 1928
- Mientraiga , 1928
- Chamijo, 1930

Исторические романы
- El falso Inca, 1905
- El capitán Vergara , 1925
- El mar dulce, 1927

Сборники рассказов и повестей, путевые заметки
- Pago Chico, 1908
- Violines y toneles , 1908
- Historias de Pago Chico , 1920
- Nuevos cuentos de Pago Chico , 1929
- Cuentos del otro barrio, 1932
- Veinte cuentos, 1943
- El diablo en Bélgica, 1953
- Teatro complete, 1956

В русском переводе:
- Летний плащ, в книге: Латинская Америка, (Л., 1927)
- Дон Хуан Мануэль из Пако Чико, в книге: Аргентинские рассказы, М., 1957
- Женитьба Лаучи. Веселые похождения внука Хуана Морейры, М., 1978.